# Vern Poore
Vern Poore (* 20. Jahrhundert) ist ein US-amerikanischer Toningenieur. 1989 wurde er mit einem Oscar für die „Beste Tonmischung“ ausgezeichnet für die Filmbiografie Bird über den Jazz-Musiker Charlie Parker.

## Leben
Poore wirkte zwischen 1975 und 1996 an über 72 Filmen mit und wurde weitere vier Mal für den Oscar nominiert. Seine erste Arbeit lieferte er 1975 für den Fernsehfilm Geliebte Geisel (Sweet Hostage) ab, wo er mit weiteren Kollegen für die abschließende Tonmischung zuständig war. Das vielfach ausgezeichnete Filmdrama Taxi Driver (1976)  war der nächste Film auf seiner Liste. 1984 wirkte er an
der Science-Fiction-Fantasy-Komödie Ghostbusters – Die Geisterjäger mit und 1987 an dem Actionfilm Lethal Weapon – Zwei stahlharte Profis. Auch bei Clint Eastwoods Spätwestern Erbarmungslos (1992) gehörte er zum Filmstab. Poores letzter gelisteter Film ist das 1995 erschienene Filmdrama Der wunderliche Mr. Cox.

## Auszeichnungen
1989: Oscar für Bird (zusammen mit Les Fresholtz, Rick Alexander und Willie D. Burton)
Oscarnominierungen
- 1986: Der Tag des Falken (zusammen mit Les Fresholtz, Rick Alexander und Bud Alper)
- 1987: Heartbreak Ridge (zusammen mit Les Fresholtz, Rick Alexander und Bill Nelson)
- 1988: Lethal Weapon – Zwei stahlharte Profis (zusammen mit Les Fresholtz, Rick Alexander und Bill Nelson)
- 1993: Erbarmungslos (zusammen mit Les Fresholtz, Rick Alexander und Rob Young)

BAFTA Award
1993: nominiert für Erbarmungslos

## Filmografie (Auswahl)
- 1975: Geliebte Geisel (Sweet Hostage)
- 1976: Taxi Driver
- 1977: Das Geld liegt auf der Straße (Fun with Dick and Jane)
- 1978: Der Mann aus San Fernando (Every Which Way But Loose)
- 1979: Jagd auf die Poseidon (Beyond the Poseidon Adventure)
- 1980: Der Tag, an dem die Welt unterging (When Time Ran Out…)
- 1980: Jeder Kopf hat seinen Preis (The Hunter)
- 1980: Tracy trifft den lieben Gott (Oh, God! Book II)
- 1980: Schütze Benjamin (Private Benjamin)
- 1980: Mit Vollgas nach San Fernando (Any Which Way You Can)
- 1981: Der ausgeflippte Professor (So Fine)
- 1983: Dirty Harry kommt zurück (Sudden Impact)
- 1984: Ghostbusters – Die Geisterjäger (Ghostbusters)
- 1985: Der Tag des Falken (Ladyhawke)
- 1986: Heartbreak Ridge
- 1987: Mannequin
- 1987: Lethal Weapon – Zwei stahlharte Profis (Lethal Weapon)
- 1988: Bird
- 1988: Das Todesspiel (The Dead Pool)
- 1988: Twins – Zwillinge (Twins)
- 1989: Brennpunkt L.A. (Lethal Weapon II)
- 1989: Ruf nach Vergeltung (Next of Kin)
- 1992: Erbarmungslos (Unforgiven)
- 1995: Die Brücken am Fluß (The Bridges of Madison County)
- 1995: Der wunderliche Mr. Cox (The Stars Fell on Henrietta)